# Sterylizacja ultradźwiękami
Sterylizacja ultradźwiękami – to metoda sterylizacji za pomocą fal ultradźwiękowych o częstotliwości powyżej 20 kHz.
Fale te, wytwarzane w generatorach, bardzo silnie oddziałują na żywe bakterie, zwłaszcza komórki pochodzące z młodych hodowli. Bardziej podatne na działania ultradźwięków są bakterie Gram ujemne niż Gram dodatnie, z uwagi na różnice w budowie ściany komórkowej. Silnie oporne na ten czynnik fizyczny są przetrwalniki bakterii.
Mechanizm działania ultradżwięków zasadza się na zjawisku kawitacji, tj. rozrywaniu komórki od wewnątrz na skutek wytworzenia w niej pęcherzyków gazu.
Ultradźwięki znajdują szerokie zastosowanie w laboratorium, zwłaszcza do rozbijania komórek drobnoustrojów (sonikacja) i izolacji z nich antygenów, enzymów i toksyn. Skonstruowane zostały specjalne urządzenia: dezintegratory ultradźwiękowe – sonikatory (np. polski UDM-10 lub angielskiej firmy MSE) o bardzo wysokiej częstotliwości i mocy, służące do rozbijania komórek drobnoustrojów, a także łaźnie ultradźwiękowe wykorzystywane do „rozrywania” krwinek, komórek drożdży oraz otrzymywania homogennych zawiesin trudno rozpuszczalnych związków chemicznych (np. lipidów, lipopolisacharydów) i liposomów.